# Colchagua Club de Deportes
El Colchagua Club de Deportes es un club de fútbol de Chile, con sede en la ciudad de San Fernando, Región del Libertador General Bernardo O'Higgins. Fue fundado el 23 de enero de 1957, con el nombre de «Club Deportivo San Fernando», luego de la fusión de Unión Comercial y Tomás Lawrence.Actualmente participa en la Tercera División A de Chile.
El club es uno de los históricos de la región y de la zona central del país, participando en más de 30 temporadas de la Segunda División (actual Primera B). La institución ha obtenido tres campeonatos de la Tercera División (1987, 1998 y 2014), siendo uno de los equipos con más títulos de la categoría, junto a Ñublense y Deportes Linares.
Colchagua disputa sus encuentros como local en el Estadio Municipal Jorge Silva Valenzuela, inaugurado en 1939, con capacidad para 6.000 espectadores. El club anima el llamado "Clásico Huaso" tanto con Deportes Santa Cruz como con General Velásquez, todos clubes de la misma región de O'Higgins.

## Historia

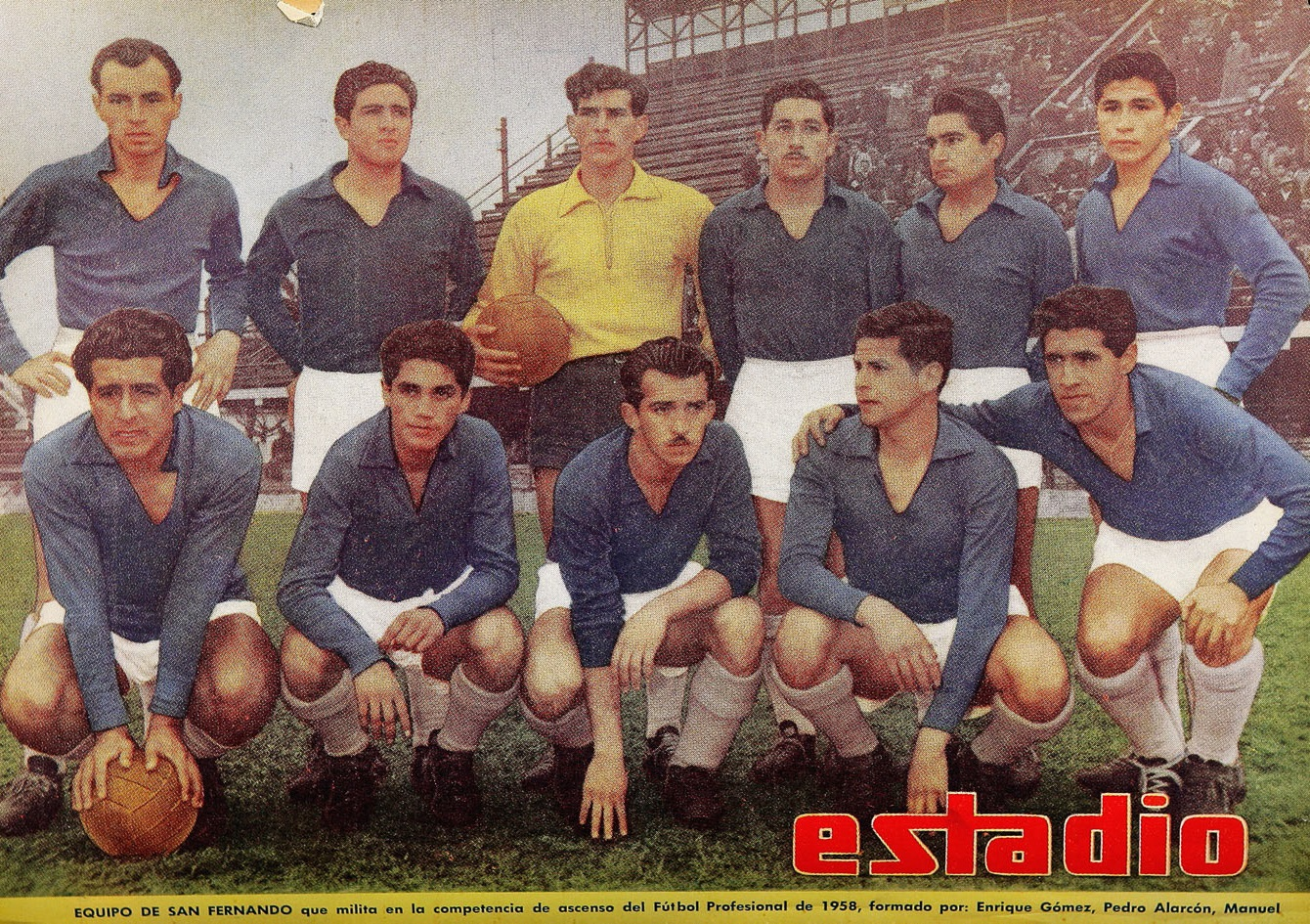
Deportes San Fernando en 1958, su segundo año de existencia.

Fue fundado el 23 de enero de 1957 con el nombre de «Club Deportivo San Fernando» luego de la fusión de dos clubes de la ciudad: Unión Comercial y Tomás Lawrence. De forma posterior, se integraron jugadores de Estrella de Nacimiento, para poder unificar un equipo para representar a San Fernando en el fútbol profesional. Debutó ese mismo año en la segunda categoría profesional chilena. El 13 de marzo de 1960, cambió su nombre a «Club de Deportes Colchagua», para representar así a toda la provincia.
Luego de pasar varias temporadas en aquel campeonato, con un rendimiento irregular y una compleja situación económica, Colchagua vuelve a su asociación de origen el año 1973. Cuatro años después re-postula y vuelve a participar en la Segunda División.
En el año 1982 logró llegar a la final del Campeonato de Apertura de Segunda División, siendo derrotado por Everton. Al año siguiente, el club desciende a Tercera División.
En 1987, luego de golear por 4 goles a 1 en el partido definitorio a Juventud Ferro de Chimbarongo (jugado en Rengo), el equipo colchagüino dirigido técnicamente por José González V., consigue su primer título obteniendo además el regreso a la segunda categoría del fútbol nacional. .
En 1994, el equipo colchagüino clasifica a la Liguilla de Promoción, pero no logra derrotar a Coquimbo Unido, por lo que no consigue el ascenso a la Primera División y se mantiene en la Segunda División, para la próxima temporada. El 12 de mayo de 1995, cambió su denominación a «Colchagua Club de Deportes», y en la Primera B 1996 (primer torneo de Segunda División llamado "Primera B"), y luego de una muy mala campaña, Colchagua desciende nuevamente a Tercera División.
En el torneo de Tercera División de 1997, el equipo colchagüino clasificó a la Liguilla Final del certamen, pero terminó en el último lugar de aquella liguilla de 4 equipos (también participaron Universidad de Concepción (que fué el campeón), Unión La Calera y Barnechea). De la mano del entrenador Gerardo Silva, Colchagua logra ganar el torneo de Tercera División de 1998, tras derrotar en la final a Barnechea, en partidos de ida y vuelta y logró ascender de categoría, pero solo por un año, ya que en la siguiente temporada en la Primera B, los colchagüinos ocuparon la última posición y por eso, regresa nuevamente a la Tercera División.
En 2007 llega a la final del campeonato junto a San Marcos de Arica, siendo este último el ganador de aquella definición. En el partido de ida, jugado en Arica, ganó el local por 2-1. El partido de vuelta, jugado en San Fernando, fue un empate 1-1, resultado que envió a los ariqueños de regreso a la Primera B. Tras esto, el equipo colchagüino solo fue protagonista el año siguiente y de ahí, hasta 6 años más tarde.

### Ascenso a la Segunda División
Con Raúl González en la banca, Colchagua CD realizó una gran campaña en el torneo de Tercera A 2014, y se coronó campeón de la categoría por tercera vez en su historia, subiendo así al fútbol profesional (en este caso a la Segunda División Profesional), luego de 15 años consecutivos en el balompié amateur.

### Nueva etapa en el profesionalismo y posterior descenso
Tras la gran temporada en el torneo de Tercera A 2014, Colchagua disputaría la Segunda División Profesional 2015-16. Sin embargo, Colchagua hace una pésima campaña, quedando en el penúltimo puesto, detrás de Lota Schwager y arriba de Deportes Linares, teniendo que disputar la Liguilla del Descenso. En esta instancia, Colchagua se salva por 2 puntos ante Municipal Mejillones, que descendió de categoría. En la Segunda División 2016-17, disputaría la Zona Sur de la Fase Zonal, quedando tercero, por detrás de Deportes Santa Cruz y Naval. Ya en la Fase Nacional, los colchagüinos quedarían sextos, estando detrás de Naval y arriba de Deportes Pintana. En el Transición 2017, Colchagua queda en el séptimo lugar, detrás de Malleco Unido y arriba de Deportes Melipilla. En la temporada 2018, Colchagua clasifica a la Liguilla de Ascenso, pero quedan últimos, por detrás de Iberia. En la temporada 2019, Colchagua clasifica nuevamente a la Liguilla de Ascenso, quedando segundo en la primera fase, solo detrás de San Marcos de Arica. Ya en la Liguilla (que fué interrumpido por el Estallido Social), Colchagua quedó a un punto de ascender, siendo superados nuevamente por San Marcos de Arica, quien ascendió a la Primera B, por decisión del Consejo de Presidentes de la ANFP. En la temporada 2020, Colchagua finalizó el torneo en el quinto lugar, siendo superados por General Velásquez y arriba de San Antonio Unido. Lamentablemente, en la temporada 2021, Colchagua haría 18 puntos, quedando colista y descendiendo nuevamente a la Tercera División, junto a Deportes Colina, quien quedó penúltimo.

### De regreso a Tercera
Tras el descenso a Tercera División A, Colchagua disputó la temporada 2022 de la misma. En esta, disputó la Zona Sur, salvándose del descenso ante Lota Schwager, por diferencia de gol (quedaron con 15 puntos, ganaron 3 partidos, empataron 6 y perdieron 5). En la temporada temporada 2023, Colchagua queda puntero de la Zona Sur, lo cual lo llevó a disputar el Octogonal final, quedando sexto, detrás de Unión Compañías y arriba de Provincial Ranco. En la temporada 2024, Colchagua quedó en el cuarto lugar, detrás de Deportes Colina y arriba de Chimbarongo FC. Actualmente, Colchagua está disputando la temporada 2025 de la Tercera División A.

## Uniforme
- Uniforme titular: Camiseta blanca, pantalón blanco y medias blancas.
- Uniforme alternativo: Camiseta azul, pantalón azul y medias negras.

### Uniforme titular
| 2011-12 | 2013-14 | 2016 | 2019 | 2020-21 | 2022 |

### Uniforme alternativo
| 1958 | 2011-12 | 2019 | 2020-21 | 2022 |

### Indumentaria
| Período   | Proveedor             |
| --------- | --------------------- |
| 2007-2009 | Lotto                 |
| 2012-2013 | Fervore               |
| 2014-2015 | Training Professional |
| 2016      | OneFit                |
| 2017      | Ovación Chile         |
| 2018-2019 | OneFit                |
| 2020-2023 | TDeportes             |
| 2024-     | Time                  |

| Período   | Auspiciador          |
| --------- | -------------------- |
| 1987-1994 | Tatienne             |
| 1995-2002 | Multihogar           |
| 2005      | Supermercado El Loro |
| 2007-2021 | Greenvic             |
| 2021      | FR Group             |
| 2022      | Acciona Capital      |
| 2023-     | Supermercados GINO   |

## Datos del club
- Temporadas en Primera B: 34 (1957-1973, 1977-1983, 1988-1996, 1999)
- Temporadas en Segunda División: 6 (2015/16-2021)
- Temporadas en Tercera División: 25 (1984-1987, 1997-1998, 2000-2014, 2022-)
- Mayor goleada conseguida:
  - En Primera B: 6-0 a Deportes Temuco, en 1964
  - En Primera B: 6-0 a Audax Italiano, en 1994
  - En Tercera División: 13-1 a Luis Matte Larraín, en 2007
- Mayor goleada recibida:
  - En Primera B: 1-8 de Huachipato, en 1966
  - En Tercera División: 1-8 de Deportes Linares, en 2006

## Jugadores

### Altas 2024
| Jugador          | Posición      | Procedencia        | Tipo |
| ---------------- | ------------- | ------------------ | ---- |
| Jeremy Cobo      | Portero       | Comunal Cabrero    |      |
| Eduardo Ayala    | Portero       | Deportes Melipilla |      |
| Héctor Rojas     | Mediocampista | Deportes Quillón   |      |
| Carlos Cisternas | Mediocampista | Agente libre       |      |
| Carlos Díaz      | Delantero     | Santiago City      |      |

### Bajas 2024
| Jugador          | Posición      | Destino            | Tipo |
| ---------------- | ------------- | ------------------ | ---- |
| Álex Carquín     | Defensa       | Chimbarongo        |      |
| Ignacio Vallejos | Mediocampista | Deportes Colina    |      |
| Patricio Muñoz   | Delantero     | Constitución Unido |      |
| Felipe Sagredo   | Portero       | Chimbarongo        |      |

## Entrenadores

### Cronología
- Francisco Hormazábal (1957-1958)
- Néstor Matamala (1970-1972)
- Raúl Pino (1972-1973)
- Néstor Valdés (1976)
- Jorge Toro (1979)
- Óscar Andrade (1981)
- José González (1987)
- Bernardo Bello (1988)
- Eduardo Pérez (1989)
- José González (1990-1991)
- Raúl Toro (1994-1995)
- Benjamín Valenzuela (1996)
- José González (1996)
- Esaú Bravo (1996)
- Gerardo Silva (1998-1999)
- Germán Cornejo (1999-2000)
- Gerardo Silva (2007-2009)
- Juan Carreño (2009-2011)
- Hernán Castro (2011)
- Eduardo Cortázar (2012)
- Rubén Vallejos (2012)
- Eduardo Soto (2013)
- Eduardo Cortázar (2013)
- Raúl González (2014-2015)
- Eduardo Cortázar (2015-2016)
- Raúl González (2016)
- Luis Fredes (2016-2017)
- Néstor Zanatta (2017)
- Raúl González (2017-2018)
- Francisco Arrué (2019)
- René Curaz (2020)
- Francisco Arrué (2020-2021)
- René Ávila Villagra (2021)
- Pablo Pacheco (2021)
- Gerardo Silva (2022)
- René Curaz (2023)
- Diego Miranda (2023)
- Gerardo Silva (2024)
- Raúl González (2025-)

## Palmarés

### Torneos nacionales
- Tercera División de Chile (3): 1987, 1998, 2014
- Subcampeón del Campeonato de Apertura de la Segunda División de Chile (1): 1982
- Subcampeón de la Segunda División Profesional de Chile (1): 2019
- Subcampeón de la Tercera División de Chile (1): 2007

### Torneos amistosos
- Copa Greenvic (1) : 2017[5][6]